# Paul Hunter (snookerspeler)
Paul Alan Hunter (Leeds, 14 oktober 1978 - Huddersfield, 9 oktober 2006) was een Engels professioneel snookerspeler.

## Biografie
Hunter werd beroepsspeler in 1995 en won zijn eerste rankingtoernooi in 1998. Vanaf 2002 begon hij te stijgen in de rankings en in 2003 bereikte hij voor het eerst de top acht. In het seizoen 2004/2005 haalde hij de vijfde plaats. In zijn korte carrière won hij tweemaal de Welsh Open en eenmaal de British Open. Drie keer wist hij de prestigieuze Masters te winnen. Hij won deze finales (best of 19 frames) tegen Fergal O'Brien, Mark Williams en Ronnie O'Sullivan telkens met het kleinste verschil: 10 tegen 9 frames. In 2003 haalde hij de halve finale van het wereldkampioenschap.
Mede door zijn blonde haar werd hij weleens vergeleken met David Beckham. In de zomer van 2004 huwde hij met Lindsey Fell, tijdens een ceremonie op Jamaica. Op 26 december 2005 verwelkomde het koppel een dochter.
Niet lang voor het wereldkampioenschap snooker 2005 raakte bekend dat Hunter aan een zeldzame vorm van darmkanker leed. Dit kwam als een grote schok voor de jonge Hunter; drie jaar eerder werd hij al een keer geopereerd voor cystes op de teelbal. Hij nam, gesterkt door de steun van de spelers en publiek, deel aan het kampioenschap, maar verloor al in de eerste ronde van zijn jeugdvriend Michael Holt, waarna de behandeling werd gestart voor zijn kanker.
Na vijf reeksen chemotherapie, die hij kreeg in het St. James's Hospital in Leeds, had Hunter eind 2005 een terugval, maar in februari 2006 kreeg hij zijn laatste chemo. Na zijn nederlaag op het WK 2006 tegen Neil Robertson gaf Hunter toe 24 uur per dag pijn te lijden. Hij zou toch opnieuw een chemokuur moeten krijgen om zo de groei van de kanker tegen te gaan. Op 7 mei 2006 vond in Leeds een halve marathon plaats. Hunters familie en vrienden hebben daaraan deelgenomen om geld in te zamelen voor onderzoek naar enkele zeldzame vormen van kanker. Op 9 oktober van dat jaar overleed Hunter op 27-jarige leeftijd.

## Nalatenschap
Paul Hunter werd op 19 oktober 2006 begraven in Leeds. Veel snookerspelers bezochten de uitvaart en Matthew Stevens, Hunters beste vriend, hielp de kist te dragen.
Enkele spelers stelden voor om het Masterstoernooi een nieuwe naam te geven ter nagedachtenis aan Hunter, maar er werd voor gekozen om de Grand Prix Fürth, een toernooi in Duitsland, te hernoemen tot Paul Hunter Classic. Hunter werd in 2006 postuum gekozen tot BBC sportpersoonlijkheid van het jaar. Ook werd er een stichting opgezet om kinderen met een achterstand te laten sporten.
Tijdens het wereldkampioenschap snooker 2015 werd zondag 26 april uitgeroepen tot 'Paul Hunter Day' waarop Hunter herdacht werd en geld werd ingezameld voor zijn stichting.
Barry Hearn heeft op 20 april 2016 op een persconferentie aangekondigd dat de trofee van The Masters voortaan de Paul Hunter Trophy gaat heten, als herinnering aan de drievoudig winnaar van The Masters, die veel te jong overleed in 2006. 